# Moiré de Rondou
Pour les articles homonymes, voir Moiré.
Erebia rondoui
Espèce
Statut de conservation UICN

 LC  : Préoccupation mineure
Le Moiré de Rondou (Erebia rondoui) est une espèce de lépidoptères de la famille des Nymphalidae, endémique des Pyrénées.

## Systématique
Le taxon Erebia rondoui a été décrit par Charles Oberthür en 1908 en tant qu’Erebia tyndarus var. rondoui. Un temps considéré comme une sous-espèce d’Erebia hispania, il est désormais considéré comme une espèce distincte, tandis qu’E. hispania au sens strict est endémique de la Sierra Nevada.

## Description
L'imago d’Erebia rondoui est un papillon de petite taille. Le dessus des ailes a une couleur de fond brun foncé, avec aux ailes antérieures une bande postdiscale rougeâtre contenant près de l'apex un double ocelle noir pupillé de blanc, et s'amincissant au niveau du tornus. Les ailes postérieures portent plusieurs taches postdiscales rougeâtres contenant des ocelles pupillés.
Le revers des ailes antérieures est semblable au dessus en plus clair, tandis que celui des ailes postérieures est orné de gris cendré et de gris brun en bandes alternées.
Erebia rondoui peut facilement être confondue avec Erebia cassioides qui est également présente dans les Pyrénées, mais  les deux espèces cohabitent rarement.

## Biologie

### Phénologie
L'espèce est univoltine et ses imagos sont visibles de mi-juin à fin août.

### Plantes-hôtes
Les plantes-hôtes sont des graminées, dont Festuca ovina.

## Distribution
Cette espèce montagnarde est endémique des Pyrénées, en Espagne, en Andorre et en France.
En France, elle est présente dans les six départements pyrénéens (Pyrénées-Atlantiques, Hautes-Pyrénées, Haute-Garonne, Ariège, Aude et Pyrénées-Orientales).

## Protection
En France, l'espèce n'a pas de statut de protection particulier. En Espagne, sa collecte est interdite, comme pour tous les insectes.